# Blantyre (stad)
Blantyre is de hoofdstad van de zuidelijke regio in Malawi en het district Blantyre. Blantyre was tot 2008 de grootste stad van het land tot de hoofdstad Lilongwe deze positie overnam. In 2012 had de stad een inwoneraantal van 728.285. De stad is nog wel het commercieel en industrieel centrum van Malawi.
Blantyre werd in 1876 gesticht door Schotse zendelingen. Zij noemden hun zendingspost naar de Schotse stad Blantyre, de geboorteplaats van de beroemde arts en zendeling David Livingstone.
In de buurt van de stad ligt het Mulanjemassief.

## Religie
Tussen 1888 en 1891 werd de monumentale, presbyteriaanse St Michael and All Angels Church gebouwd. In het gebied waren ook de rooms-katholieke montfortanen actief. In 1959 werd Blantyre de zetel van het rooms-katholiek aartsbisdom Blantyre.

## Geboren
- Cate Campbell (1992), Australisch zwemster
- Bronte Campbell (1994), Australisch zwemster

## Stedenbanden
- Hannover (Duitsland), sinds 1968